# 우리가 물이 되어
《우리가 물이 되어》는 2004년 12월 3일에 MBC에서 방영된 창사특집 드라마이다.

## 등장 인물

### 주요 인물
- 홍은희 : 소연 역
- 김민성 : 건우 역
- 나문희 : 인순 역
- 정욱 : 정만 역

### 그외 인물
- 정재곤 : 형기 역
- 강문희 : 경미 역
- 김명희 : 경미 모 역
- 김명수 : 재동 역